# Sam De Grasse
Pour les articles homonymes, voir De Grasse.
Sam De Grasse est un acteur canadien, né le 12 juin 1875 à Bathurst (Nouveau-Brunswick, Canada), mort le 29 novembre 1953 à Hollywood (Californie, États-Unis d'Amérique).

## Biographie
De Grasse est né à Bathurst, au Nouveau-Brunswick, et suit d'abord  une formation de dentiste. Il épouse Annie McDonnell en 1904 qui lui donne une fille Clémentine en 1906. Sa femme meurt trois ans plus tard et De Grasse se remarie avec l'actrice britannique Ada Fuller Golden. Son frère aîné Joe s'étant lancé dans l'industrie du cinéma naissante, Sam décide aussi de le suivre dans cette voie. Il se rend à New York et en 1912, il apparaît dans son premier film.
Au début, il incarne des personnages secondaires, mais lorsque sa compatriote canadienne Mary Pickford crée son propre studio avec son mari Douglas Fairbanks, il les rejoint. Il incarne l'infâme Prince Jean dans Robin des Bois d'Allan Dwan en 1922. Par la suite, il commence à se spécialiser dans des rôles de méchants perfides, comme le sénateur Charles Summer dans Naissance d'une nation (1915), le propriétaire du moulin Arthur Jenkins dans Intolérance (1916), le Dr Robert Armstrong dans La Loi des montagnes (1919), John Carver dans The Courtship of Miles Standish (1923), le colonel Lestron dans Le Corsaire masqué (1926), le lieutenant pirate dans Le Pirate noir (1926), un Pharisien dans Le Roi des rois (1927) et le roi James dans L'Homme qui rit (1928). Mary Pickford l'a désigné comme l'une de ses stars préférées. Sam De Grasse était l'oncle du célèbre directeur de la photographie Robert De Grasse. Il a vécu sur la côte ouest jusqu'à sa mort, due à une crise cardiaque pendant son sommeil. Il est enterré au cimetière de Forest Lawn Memorial Park à Glendale, en Californie,
.

## Filmographie
- 1914 : Texas Bill's Last Ride
- 1914 : A Diamond in the Rough
- 1914 : The Stolen Radium
- 1914 : The Horse Wrangler
- 1914 : The Peach Brand
- 1914 : The Burden
- 1914 : Blue Pete's Escape
- 1914 : The Gunman
- 1914 : On the Border
- 1914 : The Bank Burglar's Fate
- 1914 : The Inner Conscience
- 1914 : Through the Dark
- 1914 : Turned Back
- 1914 : Broken Nose Bailey : Détective Barton
- 1914 : Runaway Freight
- 1914 : The Tardy Cannon Ball
- 1914 : A Blotted Page
- 1914 : Detective Burton's Triumph
- 1914 : A Woman Scorned
- 1914 : The Kaffir's Skull
- 1914 : Who Shot Bud Walton?
- 1914 : The Beat of the Year : Greening
- 1915 : Heart Beats : Lee, chef des détectives
- 1915 : Naissance d'une nation (The Birth of a Nation) : Sen. Sumner
- 1915 : A Man and His Mate : Choo
- 1915 : A Child of God : Jim MacPherson
- 1915 : 11:30 P.M.
- 1915 : The Decoy
- 1915 : Tangled Paths
- 1915 : The Fatal Hour
- 1915 : Martyrs of the Alamo de Christy Cabanne : Smith
- 1915 : Cross Currents : Silas Randolph
- 1916 : The She-Devil
- 1916 : The Price of Power
- 1916 : Acquitted : Ira Wolcott
- 1916 : Paria de la vie (The Good Bad Man) : Bud Frazer / The Wolf
- 1916 : An Innocent Magdalene : Forbes Stewart
- 1916 : Le Métis (The Half-Breed) : Shériff Dunn
- 1916 : Intolérance (Intolerance: Love's Struggle Throughout the Ages) : Arthur Jenkins (Modern Story)
- 1916 : Diane of the Follies de Christy Cabanne : Phillips Christy
- 1916 : Children of the Feud : Dr. Richard Cavanagh
- 1917 : Jim Bludso : Ben Merrill
- 1917 : Her Official Fathers : Ethan Dexter
- 1917 : An Old Fashioned Young Man : Harold T. King
- 1917 : Madame Bo-Peep de Chester Withey : Jose Alvarez
- 1917 : Wild and Woolly : Steve Shelby, l'agent indien
- 1917 : The Empty Gun : Jim
- 1917 : Anything Once : Sir Mortimer Beggs
- 1917 : The Winged Mystery : Mortimer Eddington
- 1917 : The Scarlet Car : Ernest Peabody
- 1918 : Six Shooter Andy : Tom Slade
- 1918 : Brace Up : National Jim
- 1918 : The Guilt of Silence : Gambler Joe
- 1918 : The Mortgaged Wife : Meyer
- 1918 : Smashing Through : Earl Foster
- 1918 : Winner Takes All : Mark Thorne
- 1918 : Le Bébé du cow-boy (A Woman's Fool) de John Ford : rôle indéterminé
- 1918 : A Law Unto Herself (en) de Wallace Worsley : Kurt Von Klassner
- 1918 : The Narrow Path (en)  de George Fitzmaurice : Malcolm Dion
- 1918 : The Hope Chest : Ballantyne Sénior
- 1919 : Sis Hopkins de Clarence G. Badger : Vibert
- 1919 : The Silk-Lined Burglar : Boston Blackie
- 1919 : L'Insaisissable Beauté (The Exquisite Thief) de Tod Browning : Shaver Michael
- 1919 : The Mother and the Law : Arthur Jenkins
- 1919 : La Loi des montagnes (Blind Husbands) : Dr. Armstrong
- 1919 : La Fille des monts (The Heart o' the Hills) de Sidney Franklin : Steve Honeycutt
- 1920 : Uncharted Channels : Nicholas Schonn
- 1920 : Moon Madness : Adrien
- 1920 : The Devil's Passkey : Warren Goodwright
- 1920 : The Skywayman : Dr. Wayne Leveridge
- 1920 : The Little Grey Mouse : John Cumberland
- 1920 : Unseen Forces : Captain Stanley
- 1920 : The Broken Gate : « Hod » Brooks
- 1921 : The Cheater Reformed : Thomas Edinburgh
- 1921 : Courage : Stephan Blackmoore
- 1921 : A Wife's Awakening : George Otis
- 1922 : Robin des Bois (Robin Hood) : Prince John
- 1922 : Forsaking All Others : Dr. Mason
- 1923 : Slippy McGee : Père De Rance
- 1923 : L'Enfant du cirque (Circus Days) : Lord
- 1923 : La Brebis égarée (The Spoilers) de Lambert Hillyer : Juge Stillman
- 1923 : A Prince of a King : Duke Roberto
- 1923 : In the Palace of the King : Roi Philip II
- 1923 : The Dancer of the Nile : Pasheri
- 1923 : Tiger Rose : Dr. Cusick
- 1923 : The Courtship of Myles Standish : John Carver
- 1924 : Painted People de Clarence G. Badger : Henry Parrish
- 1924 : Pagan Passions : Frank Langley
- 1924 : A Self-Made Failure (en) de William Beaudine : Cyrus Cruikshank
- 1924 : The Virgin : Ricardo Ruiz
- 1925 : On the Threshold : Daniel Masters
- 1925 : The Mansion of Aching Hearts : Martin Craig
- 1925 : One Year to Live : Dr. Lucien La Pierre
- 1925 : Sun-Up d'Edmund Goulding : Shériff Weeks
- 1925 : Heir-Loons
- 1925 : Poupées de théâtre (Sally, Irene and Mary) d'Edmund Goulding : Officier O'Dare
- 1926 : Mike : Brush
- 1926 : Le Pirate noir (The Black Pirate) : Lieutenant pirate
- 1926 : Her Second Chance : Beachey
- 1926 : Broken Hearts of Hollywood : Defense Attorney
- 1926 : Le Corsaire masqué (The Eagle of the Sea) par Frank Lloyd : Colonel Lestron
- 1926 : Love's Blindness : Benjamin Levy
- 1927 : Le Roman de Manon (When a Man Loves) : Comte Guillot de Morfontaine
- 1927 : Le Roi des rois (The King of Kings) de Cecil B. DeMille : Pharisien
- 1927 : Captain Salvation : Peter Campbell
- 1927 : Le Brigadier Gérard (The Fighting Eagle) de Donald Crisp : Talleyrand
- 1927 : Le Médecin de campagne (The Country Doctor) de Rupert Julian : Ira Harding
- 1927 : The Wreck of the Hesperus : Capt. David Slocum
- 1928 : L'Homme qui rit (The Man Who Laughs) : Roi James II
- 1928 : Honor Bound (en) d'Alfred E. Green : Blood Keller
- 1928 : The Racket : District Attorney Harry Welch
- 1928 : Les Nouvelles Vierges (Our dancing daughters) de Harry Beaumont : Le père de Freddie
- 1928 : Dog Law
- 1928 : The Farmer's Daughter
- 1929 : Silks and Saddles : William Morrissey
- 1929 : Wall Street : John Willard
- 1929 : Erik le mystérieux (The Last Performance) : District Attorney
- 1930 : Captain of the Guard (en) de John Stuart Robertson : Bazin